# Jorge Ramos

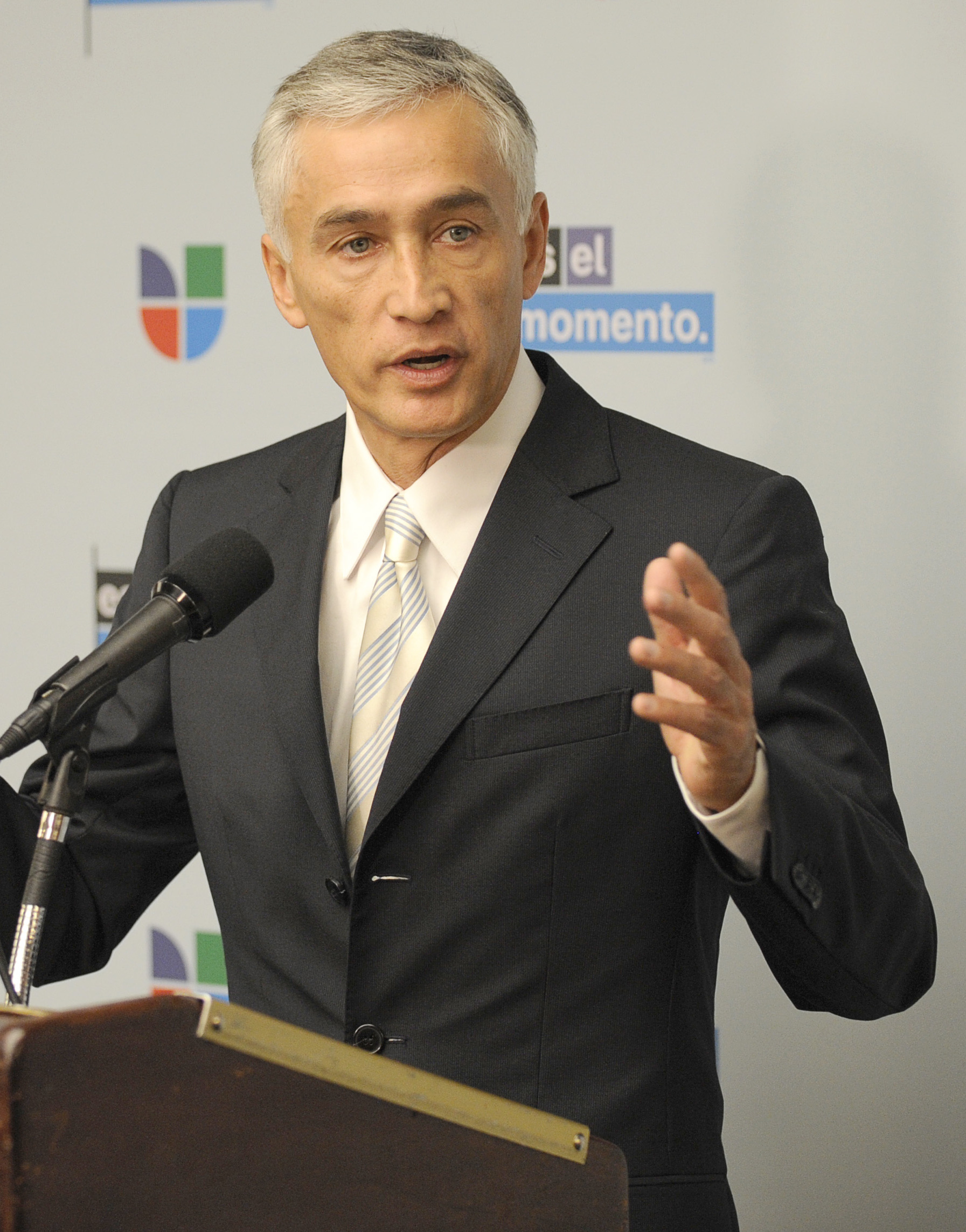

Jorge Ramos (Montevideo, 24 settembre 1952) è un giornalista, conduttore televisivo e telecronista sportivo uruguaiano.

## Biografia
Attualmente lavora per l'emittente sportiva statunitense in lingua spagnola ESPN Deportes dove cura il programma Jorge Ramos y Su Banda, dopo aver lavorato per Telemundo e Univision.
Nella sua trentennale carriera di telecronista ha commentato circa 3.000 partite di calcio, tra cui 1400 di Liga MX. Ha raccontato, in lingua spagnola, 4 mondiali, 2 Copa América e 5 Europei meritandosi l'appellativo di El relator de America (in italiano Il telecronista delle Americhe).